# إقليم ماسفينغو
إقليم ماسفينغو هو إقليم في زيمبابوي, يوجد في القسم الجنوبي الشرقي من البلاد . تقع على الحدود الشرقية للموزامبيق وإقليم ماتابيليلاند الجنوبية من جهة الجنوب، ميدلاندز في الشمال والغرب وإقليم مانيكالاند إلى الشمال الشرقي. كان يسمى مقاطعة فيكتوريا قبل عام 1982.

## معرض صور

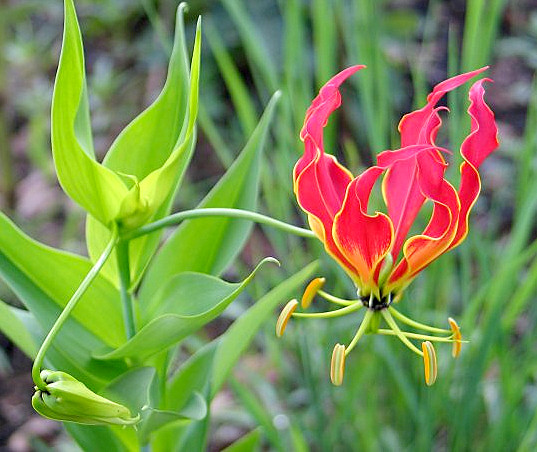
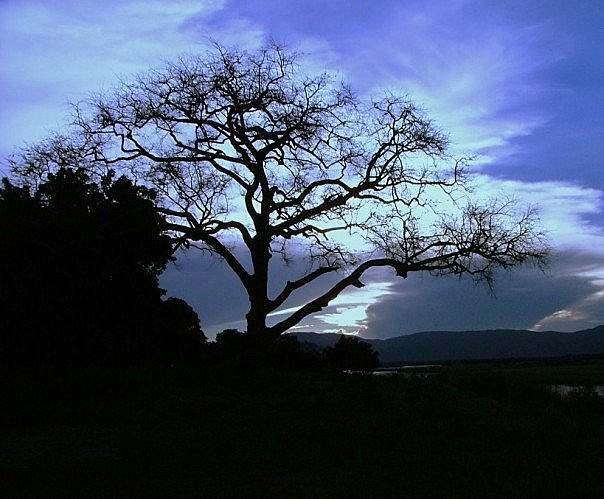
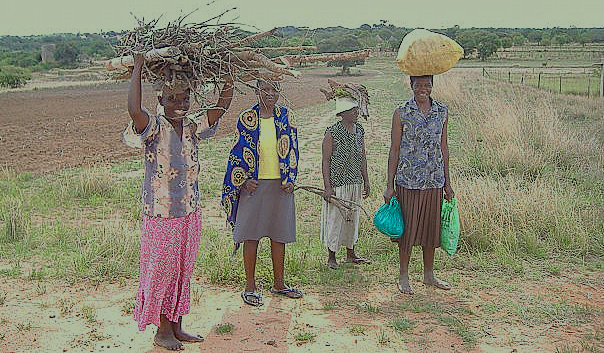
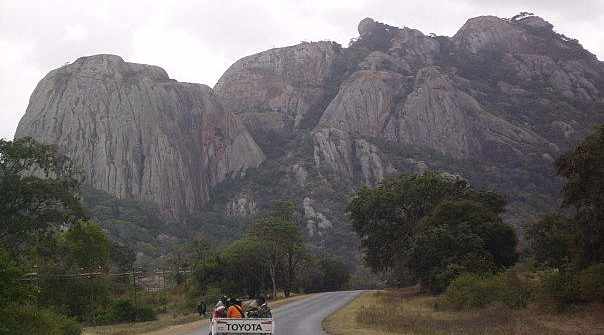
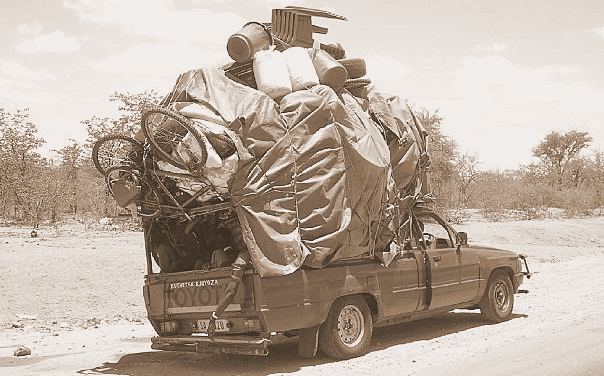

### المناطق

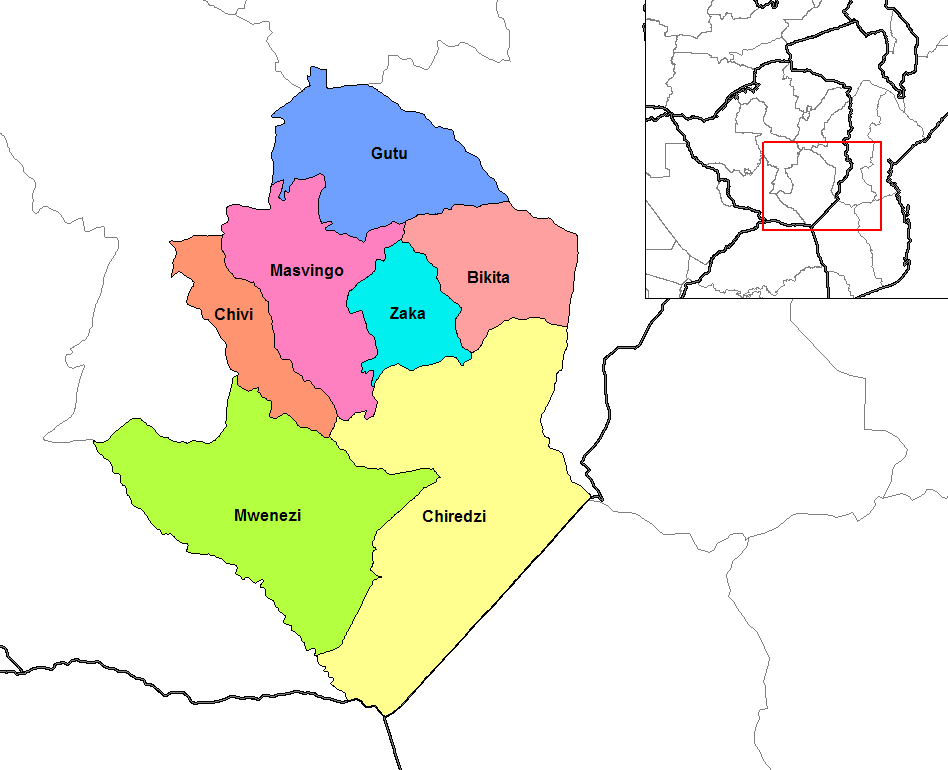

- بكيتا
- شيريدزي
- شيفي
- غوتو
- ماسفينغو
- موينيزي
- زكا